# Abbé Chaupitre
Jean-Marie-Victor Chaupitre, dit l’abbé Chaupitre, né le 22 octobre 1859 à Gennes-sur-Seiche et mort le 21 avril 1934 à Naples, est un prêtre catholique et homéopathe français. Créateur des « gouttes de l'Abbé Chaupitre », il est considéré comme un pionnier de l'homéopathie industrielle et du marketing pharmaceutique des années 1930.

## Biographie

### Origine et formation
Jean-Marie-Victor Chaupitre est le cadet d’une famille pauvre de Gennes. D'aspect chétif et de santé fragile, il n’est pas fait pour le travail agricole. Après son école primaire à Gennes , sa famille l’envoie donc en 1876, à l'âge de 17 ans, chez les Frères de l’instruction chrétienne de Ploërmel pour devenir postulant instituteur. Il aurait aussi travaillé à la pharmacie de cette congrégation qui fabriquait et vendait des pâtes dentifrices et pastilles pour la poitrine,.
En 1890, il entre au petit séminaire de Versailles, et il est ordonné prêtre en 1894. L'abbé Chaupitre est nommé curé de Fontenay-lès-Briis.
En 1894, il souffre d'une forme grave d'ulcère de l'estomac. Il est alors sauvé par le traitement homéopathique d'un autre abbé, l'abbé Chauvel. Chaupitre découvre sa voie : il sera lui-même guérisseur homéopathe. Il devient le disciple de Chauvel qui le forme à l'homéopathie.

### Carrière
En 1908, il s'installe à Rennes où il commence à soigner des malades en cherchant une formule homéopathique pour chaque maladie connue. Dès 1910, il est traduit en correctionnelle par les syndicats des médecins et  des pharmaciens d'Ille-et-Vilaine. Il est condamné pour exercice illégal de la médecine et de la pharmacie.
Cependant ses cures homéopathiques « les gouttes de l'Abbé Chaupitre » ont du succès. Médecins et pharmaciens viennent collaborer avec lui pour l'aider à produire ses remèdes. De 1910 à 1921, il est condamné quatre fois en justice. Puis les peines deviennent plus sévères jusqu'à 4 mois de prison et 25 000 francs de dommages et intérêts (Rennes, 1926),.
En 1927, il quitte la France et gagne la Belgique, après avoir laissé à ses collaborateurs la direction d'une entreprise « Le laboratoire des médicaments homéopathiques Abbé Chaupitre » situé à Paris puis à Boulogne-Billancourt.
De Belgique, Chaupitre voyage en Allemagne et en Italie. En 1933, il est en Égypte et à Jérusalem, puis en Espagne et en Italie où il meurt à Naples le 21 avril 1934. À sa mort, le quotidien L'Ouest-Éclair lui consacre un article,.
L'abbé Chaupitre est inhumé à Gennes-sur-Seiche (Ille-et-Vilaine) où une foule nombreuse lui rend hommage. Sa tombe est inscrite au patrimoine culturel architectural français  avec l'épitaphe suivante « A la mémoire / de M. l'Abbé Chaupitre / 1859-1934 / Il mit tout son cœur de prêtre/  et sa science médicale à soulager / les misères humaines qui de partout / se présentaient à lui ».

## L’homéopathie
L'homéopathie est fondée par le médecin allemand Samuel Hahnemann (1755-1843) qui publie en 1810 la première édition de son Organon der Heilkunst, traduit dans toutes les langues européennes, dont 4 éditions française  de 1810 à 1834. L'homéopathie rencontre un écho favorable en France, avec l'arrivée de Samuel Hahnemann à Paris en 1835, et à Lyon avec Sébastien Des Guidi (1769-1863).
Dès le début, l'homéopathie se divise en deux grands courants : les purs (ou traditionnalistes) qui pratiquent l'homéopathie de façon exclusive, et les impurs (ou pragmatiques) qui cherchent un compromis ou le contrôle critique de la médecine officielle. En France, cette opposition se retrouve entre les rigoristes et les éclectiques, avec multiplication des querelles d'écoles (hautes dilutions d'usage espacé ou basses dilutions d'usage rapproché ; remède simple à ingrédient unique ou remède composé à plusieurs ingrédients…).
La première pharmacie homéopathique est fondée à Paris en 1837. En 1936, on compte en France 15 pharmacies homéopathiques. Avant 1914, il y avait 150 médecins homéopathes en France. Il seront près de deux mille en 1938.
L'abbé Chaupitre n'a aucun diplôme, mais il se réfère à un courant homéopathique, « l'homéopathie complexe ou complexiste » qui consiste à administrer simultanément plusieurs produits à dilutions centésimales.

### Les procès

#### Contexte médico-social
La médecine française du XIXe siècle est marquée par la concurrence illégale des guérisseurs. Les médecins diplômés, s'appuyant sur leur monopole des soins défini par la loi du 19 ventôse an XI (10 mars 1803), considèrent les illégaux comme l'obstacle principal à une médicalisation irréprochable. L'opinion publique au contraire se moque des notions juridiques, pour elle ce qui compte ce n'est pas le titre ou le diplôme, mais la réussite du soignant.
Malgré la loi de 1803 et les articles du Code Pénal, les illégaux sont tolérés et les poursuites judiciaires rares. Il existe une « coexistence pacifique ronchonne » avec de nombreux  paramédicaux (dentistes, masseurs, oculistes…) qui restent encore des professions non réglementées, sans diplôme officiel. Des arrêtés et circulaires permettent à des religieuses et des curés de campagne de pratiquer des « soins charitables ».
En 1858, les médecins français s'organisent en Association Générale des Médecins de France (AGMF devenue Groupe Pasteur Mutualité) qui fait pression sur les pouvoirs publics. Au cours de la IIIe République, les politiques et les magistrats tiennent beaucoup plus compte de l'opinion savante que de l'opinion populaire, ce qui aboutit à la loi du 30 novembre 1892, plus sévère et plus souvent appliquée contre les illégaux.

#### Défense et contre-attaques
Au tout début de 1908, l’abbé Chaupitre diffuse gratuitement ses préparations, car les religieux gardent le droit « d'actes charitables » ou « d'actes d'humanité ». Mais après quelques guérisons, des flacons de l'Abbé Chaupitre sont vendus dans des pharmacies locales. En 1910, face au tribunal de Rennes, Chaupitre proclame « puisque je guéris, à moi la loi, à moi le diplôme, à moi le droit de faire de la médecine ».

Procès et condamnations s'enchaînent, ainsi que les manifestations et pétitions en sa faveur, jusqu'en 1926. Chaupitre se défend en attaquant la médecine officielle : en 1921 il fait placarder sur les murs de Rennes une affiche intitulée « Un mensonge universel » où la médecine officielle est une « farce coupable » :
Les médecins font de la médecine sans rien y comprendre et sans y croire (...) L'homéopathie est l'unique médecine (...) L'allopathie est un crime, l'homéopathie seule guérit. Mes formules homéopathiques portent la médecine à une perfection qu'il est difficile de dépasser, puisqu'elles guérissent au moins huit malades sur dix. 
À l’occasion d'une nouvelle condamnation, en 1927, Chaupitre défie la justice en faisant placarder une affiche avec l’inscription « Il n’ira pas en prison ». Cela lui vaudra un alourdissement de sa peine. Aussi, à la veille de son arrestation, il prend la fuite et le chemin de l’exil.
Un nouveau personnage clé permet la montée en puissance des « remèdes » de Chaupitre, le pharmacien homéopathique Louis Maupy. Son officine, située boulevard Haussmann à Paris, va devenir le siège du laboratoire de l'abbé. La fabrication des « petites bouteilles », selon la propre expression de l’abbé, lui est confiée. Les flacons sont bientôt produits sur une grande échelle et doivent alors revêtir une étiquette avec le portrait et la signature de l’abbé de façon que les malades ne soient pas trompés par les imitations. En février 1928, la marque Abbé Chaupitre est déposée et le Laboratoire des Médicaments Homéopathiques du même nom est créé,.

## Postérité

### Histoire commerciale
L'entreprise est dirigée par Louis Maupy (pharmacien), Alcide Liorid (ancien comptable de Chaupitre) et Porteu de la Morandière (médecin). Une nouvelle usine est ouverte en 1931 à Boulogne-Billancourt. Elle fabrique toute une gamme de médicaments liquides buvables : « les gouttes de l'Abbé Chaupitre ». Ce sont des dilutions centésimales obtenues après déconcentration dans l'alcool à partir de teintures-mères végétales ou de substances naturelles animales ou minérales.
En 1937, la production journalière passe à 5 000 flacons, contre seulement 300 du vivant de Chaupitre. Pour les utilisateurs, chaque flacon dure un mois, au prix de 0,3 francs par jour.
Au fil du temps, plusieurs formules sont abandonnées, notamment pour raison règlementaire : certaines indications thérapeutiques deviennent impossibles à justifier. En 1943, il subsiste 45 formules (environ la moitié). Pour celles-ci, le taux d'alcool est modifié, de même que le volume des flacons, qui passe à 20 ml. Des dilutions sont modifiées, certaines souches sont supprimées ou ajoutées en fonction de l'évolution des connaissances et des problèmes d'approvisionnement ou de fabrication.
En 1950, l'entreprise est renommée Laboratoire Homéopathique Complexe (LHC) absorbé en 1996 par le laboratoire homéopathique Ferrier, filiale du laboratoire Arkopharma. En 2017, le laboratoire Ferrier est racheté par Boiron.

### Promotion et publicité
Le laboratoire de l'abbé Chaupitre se lance dès 1933 dans la publication d'almanachs jusqu'en 1940. Ils contiennent en général 208 pages de conseils et d'exemples édifiants. En quatre ans, le tirage passe de 50 000 à 200 000 exemplaires. Puis l'almanach va s'inscrire plus encore dans son temps avec l'utilisation de photographies. En 1938, la couverture présente une vue perspective en couleurs de l'Exposition universelle de 1937 à Paris.
Ces almanachs, au prix de 2 francs, sont distribués en pharmacie. Ils contiennent des conseils pratiques de cuisine et de jardinage, renseignements éducatifs, jeux et poésies, contes et récits édifiants. Ils se veulent distrayants et publicitaires telle que la phrase « Beaucoup de famille se soignent avec les médicaments Abbé Chaupitre et s'en trouvent très bien » présentée en rébus. Ces almanachs sont personnalisables par chaque officine. La page de couverture dispose d'une cartouche portant le nom et l'adresse de la pharmacie, le titre et le prix sont modifiables, et trois pages sont consacrées à la publicité de l'officine elle-même.
On y trouve une liste des maladies ciblées par l'homéopathie, auxquelles correspondent les formules de l'Abbé Chaupitre identifiées chacune par un numéro, de 1 à 95. Le numéro vedette, le plus demandé, est le n° 83 pour les maladies féminines et troubles menstruels, à l'instar du n°5 de Chanel.
Selon ces almanachs, le laboratoire Abbé Chaupitre diffuse chaque année « plusieurs millions de brochures explicatives », traduites en anglais, allemand, flamand, grec, italien, arabe et polonais. Ces livrets promotionnels portent des titres tels que Guérir avec un médicament Abbé Chaupitre est simple, peu coûteux, sans danger, que le mal soit récent ou chronique, bénin ou grave (1933), Guide pratique Se soigner grâce à un médicament homéopathique Abbé Chaupitre (1934), Pour Guérir. Manuel de vulgarisation de la méthode homéopathique de l'abbé Chaupitre (1938).

### Contexte législatif du médicament
En France de l'Ancien Régime, la préparation et la distribution de médicaments ne sont guère règlementés. Toutes sortes de gens, simples particuliers ou membre du clergé, pouvaient fabriquer ou vendre des médicaments. La publicité se faisait par voie orale (colporteurs), journaux (Mercure de France, Journal de Paris…) et autres imprimés (prospectus, affiches…). Les nouveaux remèdes étaient souvent appelés « secrets », le secret étant le seul moyen de protéger une invention, le système des brevets étant insuffisant.
La loi du 21 germinal an XI (11 avril 1803) sur la profession de pharmacien (qui remplace celle d'apothicaire) interdit toute publicité et vente de remèdes secrets. Le décret du 18 août 1810 précise qu'un remède secret pouvait être vendu si le gouvernement achète et publie sa recette, mais au cours du XIXe siècle, il n'en fut acheté aucune. Dès lors la définition de « remède secret » devenait ambigüe avec un double sens littéral (recette secrète) et juridique (recette non reconnue par le gouvernement). En 1837, la Cour de cassation tranche pour le sens juridique, ce qui signifiait que tout fabricant de remède non reconnu pouvait être condamné.
Cependant le nombre de remèdes illicites ne fait que s'accroitre, ainsi que leur publicité. Le peu de condamnations ne peut s'expliquer que par la tolérance de l'administration au cours du XIXe siècle, jusqu'à ce que les médecins députés et sénateurs impriment leurs marques sous la IIIe République.
Le décret du 13 juillet 1926 retient le sens littéral de « remède secret » : tout médicament préparé à l'avance est licite s'il porte l'indication de sa composition, le nom et l'adresse du fabricant. La mise sur le marché et la publicité restent entièrement libres.
La loi du 11 septembre 1941, modifiée et complétée par l'ordonnance du 23 mai 1945, impose une autorisation préalable à la mise sur le marché : il faut obtenir un visa après dépôt d'un dossier indiquant les caractéristiques du produit et divers documents justifiant de sa valeur thérapeutique. Le coût du visa est de 2 000 francs par produit, ce qui explique aussi que les produits Chaupitre ont été réduits à 45, l'entreprise ne sélectionnant que les produits les mieux vendus.
D'autre part cette loi distingue deux types de publicité pour les médicaments :
1. Celle pour les médecins : la publicité technique ou information, est libre, mais avec l'interdiction de donner des « primes, objets publicitaires ou avantages matériels ».
2. Celle pour le public : la publicité ne doit comporter que le nom du produit, sa composition, le nom et l'adresse du fabricant. Tout autre texte publicitaire doit recevoir un visa du ministère de la santé.

Après la Libération, cette règlementation plus sévère pour le public amène les fabricants de médicaments à négliger le grand public pour se tourner vers les médecins. Ce qui n'a pas empêché le visage de l'abbé de continuer d'apparaître en surimpression sur les flacons des « gouttes de l'Abbé Chaupitre ».